# Polla d'aigua
|  | Per a altres significats, vegeu «polla d'aigua americana». |

La polla d'aigua, polla garau, gallin(et)a d'aigua o titeta de riu (Gallinula chloropus) és una espècie oportunista que es pot trobar en tota mena d'ambients aquàtics. Resisteix bé aigües notablement contaminades i amb força salinitat. Abans de l'entrada en funcionament de les depuradores d'aigües residuals, era pràcticament l'únic ocell propi de les zones humides que abundava al Bages.
La seva coloració és en general de color gris pissarra, amb el cap i coll més foscs i dues amples línies de color blanc en els flancs sota la cua. El bec és vermell, igual que l'escut facial, i amb la punta groga. Les extremitats inferiors són olivacio-groguenques, amb una taca vermella en els genolls. Els exemplars més joves són amarronats, i manquen de l'escut facial.
Consumeix una àmplia varietat de vegetals i petites criatures aquàtiques. S'alimenten sobre els miralls d'aigua, on es reuneixen en grups que van des de la parella fins a enormes esbarts de milers d'exemplars. Nien habitualment en època de pluges; el niu és una cistella, amb un sostre, construït en la vegetació densa. Pon de 4 a 8 ous, que són incubats durant aproximadament tres setmanes. Ambdós pares coven i peixen la cria.

## Sistemàtica
S'havia considerat de la mateixa espècie que la polla d'aigua americana (Gallinula galeata). Considerant les dues espècies juntes, es dividia en 12 subespècies:
- Gallinula chloropus (Linnaeus), 1758.
  - Gallinula chloropus barbadensis, Bond, 1954
  - Gallinula chloropus cachinnans, Bangs, 1915
  - Gallinula chloropus cerceris, Bangs, 1910. Cuba.
  - Gallinula chloropus chloropus (Linnaeus), 1758. Espanya, Gran Bretanya.
  - Gallinula chloropus galeata (Lichtenstein), 1818. Alta serralada Jujuy, Argentina, Bolívia, el Brasil. Corda de l'ala: 185 mm.
  - Gallinula chloropus garmani, Allen, 1876. Alta serralada Xile, i Argentina (Jujuy), Perú, amb dors negre. Corda de l'ala 215 a 219 mm.
  - Gallinula chloropus guami, Hartert, 1917
  - Gallinula chloropus meridionalis (Brehm, CL) 1831
  - Gallinula chloropus orientalis, Horsfield, 1821
  - Gallinula chloropus pauxilla, Bangs, 1915. Zones baixes de Xile, Colòmbia. Més petita i dors de to bru fosc en lloc de negre.
  - Gallinula chloropus pyrrhorrhoa, Newton, A., 1861.
  - Gallinula chloropus sandvicensis, Streets, 1877. Distribució: Hawaii.